# Muriceides lepida
Muriceides lepida är en korallart som beskrevs av Carpine och Manfred Grasshoff 1975. Muriceides lepida ingår i släktet Muriceides och familjen Plexauridae. Inga underarter finns listade i Catalogue of Life.